# André Routis
Pour les articles homonymes, voir Routis.
Vous lisez un « bon article » labellisé en 2022.
André Routis, né le 16 juillet 1900 à Bordeaux et mort le 16 juillet 1969 dans le 14e arrondissement de Paris, est le quatrième boxeur français à devenir champion du monde de boxe anglaise. En 1928, il est sacré dans la catégorie des poids plumes en battant Tony Canzoneri au terme d'un combat épique au Madison Square Garden de New York.
Orphelin à l'adolescence, André Routis s'essaie à la boxe anglaise parmi d'autres sports. Ses premiers combats amateurs l'incitent à s’y entraîner plus sérieusement. Prometteur boxeur du Sud-Ouest de la France, sa carrière pugilistique prend un tournant lors de son service militaire à Casablanca où il rencontre l'ancien champion d'Europe Louis de Ponthieu. L'entraîneur apprend un autre style de boxe au Bordelais, dans l'agression constante, qui le fait progresser rapidement jusqu'à affronter le champion européen incontesté Charles Ledoux auquel il résiste jusqu'à la fin du combat. Sa carrière pugilistique se poursuit sous la direction de Robert Eudeline à Paris où il s'impose comme l'un des meilleurs boxeurs français de sa catégorie. Après un deuxième échec contre Charles Ledoux, il le détrône et s'empare du titre de champion de France des poids coqs de son rival. Malgré ce triomphe, Routis est boudé dans la capitale et part tenter sa chance en Amérique.
Son accueil aux États-Unis est excellent, les sportifs américains apprécient son style. L'influent promoteur Tex Rickard le fait régulièrement combattre contre les meilleurs boxeurs de sa catégorie. Le 28 septembre 1928, André Routis devient champion du monde à la surprise générale, des deux côtés de l'océan Atlantique. Le Français conserve sa ceinture mondiale un an, la défend avec succès une première fois contre Buster Brown avant de s'incliner face au jeune Battling Battalino en septembre 1929. Un mois plus tard, André Routis met un terme à sa carrière de boxeur après une opération d'un décollement de rétine à l'œil droit. Il ouvre en face du Palais des Sports le café « Chez Routis », qu'il fait prospérer. Manager de plusieurs boxeurs et investi dans l'enseignement de la boxe, il meurt d'une crise cardiaque le jour de son 69e anniversaire.

## Biographie

### Jeunesse
Fils de Jean Routis et Philadelphie Lafond, André Routis naît le 16 juillet 1900 à Bordeaux. Son père est magasinier à l'École de la santé de la marine. Le jeune André étudie à l'école Saint-Charles. Son éducation terminée, André Routis embrasse la profession de serrurier et travaille aux chantiers Dyle et Bacalan. Sa vie bascule lorsque son père est tué dans la Grande Guerre en 1915 et que sa mère meurt d'émotion douze heures après avoir appris le décès de son mari. Élevé par un oncle et une tante, propriétaires d'un bar du Vieux-Bordeaux, l'orphelin entre à l'usine comme ajusteur,. L'adolescent s'essaie d'abord au football en tant qu'avant-centre pour l'Étoile sportive de Talence lors des saisons 1915-1916 et 1916-1917. Il participe à quelques courses cyclistes pour le club de l'Étoile Sportive de Cadaujac et a l'occasion de mettre les mitaines pour s'amuser dans des salles de boxe anglaise lors de la réouverture du Cercle athlétique bordelais en octobre 1917.

### Débuts prometteurs
Le 4 avril 1918, André Routis fait son premier combat en public à la salle Saint-Paul où il bat Blanchard par abandon au quatrième round. À la suite des incitations à poursuivre la boxe de ses amis, il consent à faire quelques combats. L'Occitan s'entraîne pour la première fois chez le professeur Bouen. Le 1er juin, il bat Fillatreaux aux points et devient détenteur de la ceinture d'honneur du Cercle athlétique bordelais. Trois semaines plus tard, Routis fait match nul au Stadium avec Huysset. Le 21 juillet, il bat Demarty à Royan par knockout au quatrième round. Ces victoires l'incitent à continuer la boxe. À la foire, il affronte officieusement l'ancien champion hollandais Harry Roose et le prend de vitesse en deux rounds. Vexé, ce dernier lui lance un défi. Le combat est organisé à l'Alhambra le 29 septembre. Envoyé au tapis d'un crochet du gauche dès la première reprise, André Routis s'incline aux points contre le vétéran hollandais,.
Le 2 février 1919, le Bordelais enchaîne à la salle Franklin en étant déclaré vainqueur d'Yves Cram, champion amateur de Paris. Le même mois, André Routis s'impose comme le champion 1919 du Cercle Athlétique Bordelais et le champion amateur de la Côte d'Argent. Les succès s'accumulent, contre Mora le 16 mars puis contre le vétéran Georges Gloria, venu remplacer le champion de France Barrot, qu'il fait abandonner à la huitième reprise. Le 14 avril, le Bordelais signe professionnel sous la direction de Charles Bonnaudin, la Fédération française de boxe lui octroie la licence no 599,. Trois jours plus tard, Routis est la tête d'affiche d'une délégation de boxeurs du Sud-Ouest de la France pour ses débuts sur un ring parisien. Il subit une défaite des mains d'Émile Juliard, alors challenger du champion de France Albert Bouzonnie, après s'être abîmé la main dans la quatrième des dix reprises,,. 
Le 2 février 1920, le Wonderland bordelais organise à l'Alhambra le combat entre l'espoir bordelais et le champion de France Albert Bouzonnie. Les deux boxeurs se rendent coup pour coup. L'arcade sourcilière de Routis est fendue au cinquième round sur un coup de tête involontaire. Le boxeur local use de son bras gauche pour arrêter les enchaînements de Bouzonnie et de droites au corps, ce qui lui permet d'arracher un match nul contre le champion de France en titre,. Considéré comme un « crack bordelais », Routis met knockout Gloria et se place comme un sérieux prétendant au titre de champion de France,.

### Déclic marocain
Mécanicien, André Routis effectue son service militaire dans l'aviation au Maroc. Tout de suite apprécié de ses chefs, il est encouragé à poursuivre sa carrière pugilistique en Afrique du Nord. Soutenu par le Maréchal Hubert Lyautey, Routis retrouve Louis de Ponthieu à Casablanca,. Arrivé au Maroc en tant que poids mouche, le bordelais s'étoffe physiquement sous les ordres de Louis de Ponthieu jusqu'à devenir un solide poids coq. L'ancien champion d'Europe lui apprend la méthode de combat dite « américaine », la recherche du corps-à-corps, que lui a enseigné Frank Erne.
Au cours d'une permission à Paris, il saisit sa chance en remplacement de Charles Ledoux pour affronter le champion d'Angleterre Harry Lake qu'il bat aux points pour le compte du Challenge Desborough,. De retour à Casablanca, Routis bat Young Blaise, Robert Dastillon à deux reprises et met knockout Julien Couleaud qui l'a battu sur disqualification quelques semaines plus tôt. 
Le 18 juin 1922, André Routis est battu aux points par Charles Ledoux après un combat disputé de quinze reprises au milieu des arènes de Casablanca remplies par huit mille spectateurs dont le maréchal Lyautey. Dès la deuxième reprise, le boxeur bordelais est envoyé au tapis sur un crochet du gauche à la mâchoire de Ledoux et se relève au compte de neuf secondes,. Dans les reprises suivantes, Routis touche fréquemment le champion d'Europe, jusqu'à lui fermer l'œil gauche dans le huitième round,. Ses efforts sont néanmoins insuffisants pour battre Charles Ledoux qui s'impose nettement aux points.

### Dans l’ombre de Cyclone Ledoux

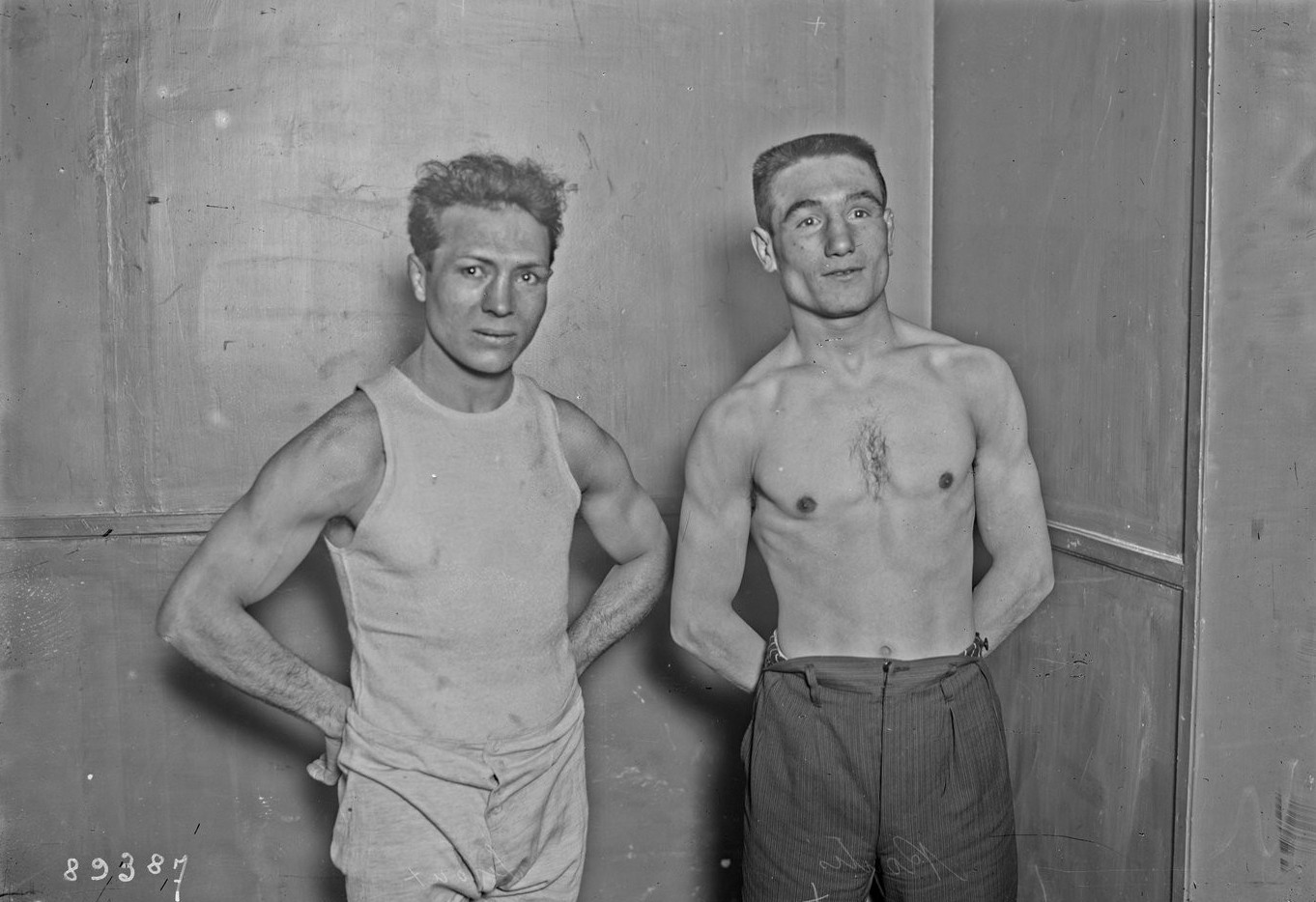
Charles Ledoux (à gauche) et André Routis (à droite) en 1924.

Après cette performance, le boxeur bordelais rentre à Paris avec Louis de Ponthieu. À la rentrée, il est attendu dans la capitale avec le statut de celui qui a réussi à tenir en échec le champion d'Europe. À son retour en France, un ami commun s'emploie activement auprès de Robert Eudeline pour qu'il en fasse un pensionnaire de son écurie à l'étoile noire dont la tête d'affiche est Eugène Criqui. Après avoir dominé Edouard Prié, André Routis rejoint l'écurie d'Eudeline à Montmartre. Routis s'installe dans l'appartement de l'entraîneur motocycliste Henri Nass, au 22 rue Nélaton. L'aspirant champion est attiré par le Vélodrome d'Hiver où il s'attache d'amitiés avec de nombreux cyclistes dont Robert Grassin. 
Le 7 octobre 1922 au Vél' d'Hiv’, Routis s'incline à la stupéfaction générale par knockout face à Michel Montreuil, champion de Belgique des poids coq, sur un direct au front dans la deuxième reprise,. Un mois plus tard dans la même enceinte, le boxeur bordelais restaure sa réputation en mettant Charles Piet hors combat avec aisance. La semaine suivante, Routis s'illustre à Londres avec une magnifique victoire par KO sur le Britannique Johnny Chrislett.
Dans une rencontre organisée à Casablanca, considérée comme la demi-finale du championnat d'Europe, André Routis prend un net avantage sur Émile Juliard avant qu’il abandonne d'une étrange manière dès la troisième reprise. Challenger officiel de Ledoux, Routis accepte de rencontrer le Lyonnais Eugène Julien, vainqueurs à deux reprises de Juliard, pour prouver qu’il est bien le boxeur qualifié pour rencontrer le champion. Dominateur dès les premiers échanges du combat, le Bordelais écarte son adversaire de la lutte pour le titre,.
Après avoir subi une nouvelle défaite pour le compte du championnat d'Europe des poids coqs par Charles Ledoux, André Routis doit se défaire de Pierre Calloir pour s'imposer comme le prétendant au titre de champion de France des poids coq. Après un match nul, Routis est déclaré une première fois vainqueur après la disqualification de Calloir sur un coup bas, il s'impose à Lyon à la décision des juges et obtient une nouvelle tentative de mettre fin à la suprématie du champion. En janvier 1924, André Routis affronte une nouvelle fois son rival Charles Ledoux dans une longue bataille de vingt reprises équilibrée de laquelle aucun des deux boxeurs ne réussit à faire de nette différence. En étant désigné nouveau champion de France des poids coq par les juges, l'espoir bordelais met un terme au règne de treize ans du vétéran adulé,. La décision des juges est contestée par le public qui ne s'attend pas à voir Ledoux battu,. Trois mois plus tard, le nouveau champion tricolore démontre sa supériorité devant le jeune Édouard Mascart avant que celui-ci soit disqualifié pour un coup bas.

### Champion boudé

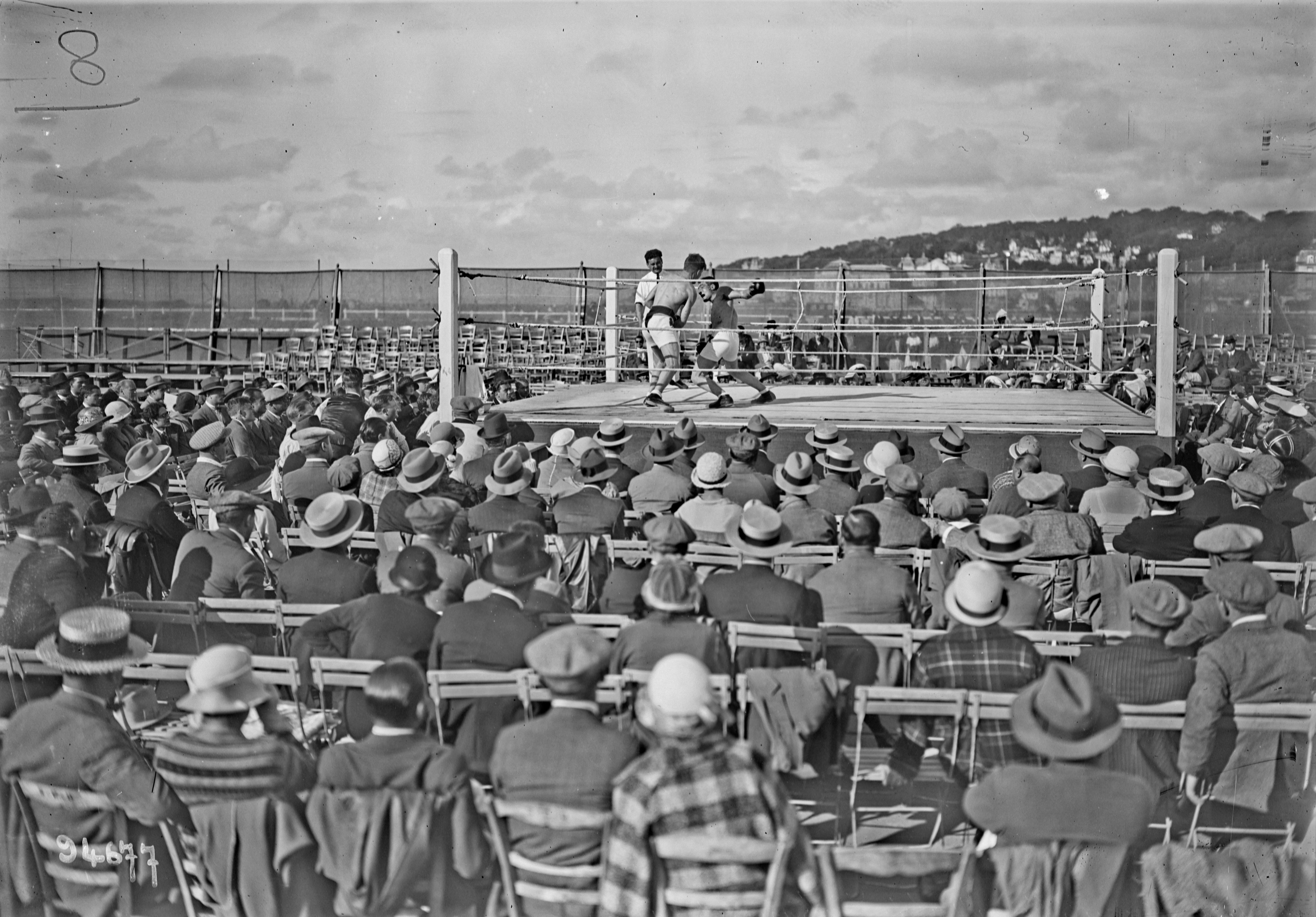
André Routis et Henry Hébrans s'affrontent en extérieur à Deauville dans un des combats majeurs de l’année 1924 en France.

En constante difficulté pour être au poids demandé pour la catégorie des poids coqs, André Routis fait ses débuts dans la catégorie supérieure, celle des poids plumes, en août à Deauville. Il y est opposé en extérieur au champion d'Europe belge Henry Hébrans dans un combat sans titre en jeu,,. Le Bordelais contredit les pronostics et gagne une nette victoire aux points. La revanche contre Édouard Mascart en octobre se conclut sur un match nul accueilli positivement par les spectateurs,. Malgré ses succès, la capitale manifeste une formelle antipathie au champion de France des poids coqs.
Le boxeur bordelais est moins actif lors de l'année 1925, certains évoquent ses prétentions financières importantes, d'autres que ses adversaires se « dégonflent ». La relation détériorée entre Robert Eudeline et François Deschamps n’y est pas étrangère. Par rancœur, Deschamps refuse que son boxeur Charles Ledoux relève son défi pour le titre de champion de France des poids plume en janvier. La presse sportive, qui ne souhaite pas se mettre à dos le manager de la vedette Georges Carpentier, opte pour le camp de ce dernier. L'Humanité dénonce une conspiration du silence autour des performances d'André Routis. 
En avril, il conserve son titre devant Antoine Ascensio à Oran, son prétendant se luxant l'épaule gauche sur une chute dans la sixième reprise. Le Bordelais rencontre des difficultés à exporter son style à l’étranger, son harcèlement au corps augmente grandement le risque de faute qui lui vaut disqualification à Londres en mai face à Johnny Brown. À la fin du mois d'octobre, André Routis est incapable de se présenter sous la limite de poids de la catégorie des coqs, soit 53,524 kg et perd son titre de champion de France avant même de combattre face au prétendant au titre Kid Francis. Sur le ring, malgré un surpoids de deux kilogrammes, le poulain d'Eudeline est vaincu par Francis, le Marseillais se montrant plus précis et rapide dans ses attaques.
En mars 1926, Routis se retrouve opposé à Gaston Cassini après le forfait du Belge Henri Scillie,. Le poulain de Jean Bretonnel est averti deux jours avant le combat après que son manager a accepté l'offre de Jeff Dickson. Rapidement, les spectateurs soutiennent l'outsider qui esquive et se dérobe face au champion. Si Routis gagne la rencontre aux points, il n'a toujours pas la cote auprès du public parisien. Deux semaines plus tard, il subit l'injustice en Angleterre face à Kid Berg et est déclaré perdant après avoir surclassé son adversaire en fin de combat,. Sa victoire contre Paul Gay après une lutte âpre est rapidement effacée par son nouvel échec sur disqualification en terre britannique lors de la revanche face à Kid Berg,.

### En Amérique
Alors qu’il part aux États-Unis en août 1926 sous la direction de Robert Eudeline avec les boxeurs Fred Bretonnel et Francis Charles, André Routis est victime d'une usurpation d'identité. Régulièrement critiqué par les journaux pour être parti « sans autre ambition que de gagner plus largement sa vie qu’en France », le boxeur enchaîne les succès alors que ses compatriotes déçoivent,. Après deux victoires contre Eddie Anderson, il domine l'expérimenté Johnny Leonard par son agression constante. Sa défaite contre Tony Canzoneri en novembre ne lui cause aucun préjudice, le promoteur Tex Rickard et son matchmaker Jess McMahon continuent de le faire combattre régulièrement. Incontournable outre-Atlantique, Rickard gère les carrières de tous les champions du monde et liste les meilleurs boxeurs en activité. Au début de l'année 1927, après son troisième succès sur Anderson et un triomphe sur Petey Mack, le promoteur américain donne une place d'honneur à André Routis avec la sixième position du classement des poids plumes.
À la conquête d'un titre de champion du monde, Routis aspire à celui dans la catégorie des poids super-plumes. Eudeline, qui a le mal du pays, vend son contrat à l'Américain Joe Jacobs. À deux reprises, Joe Glick met fin à son ascension en juin puis en août 1927.

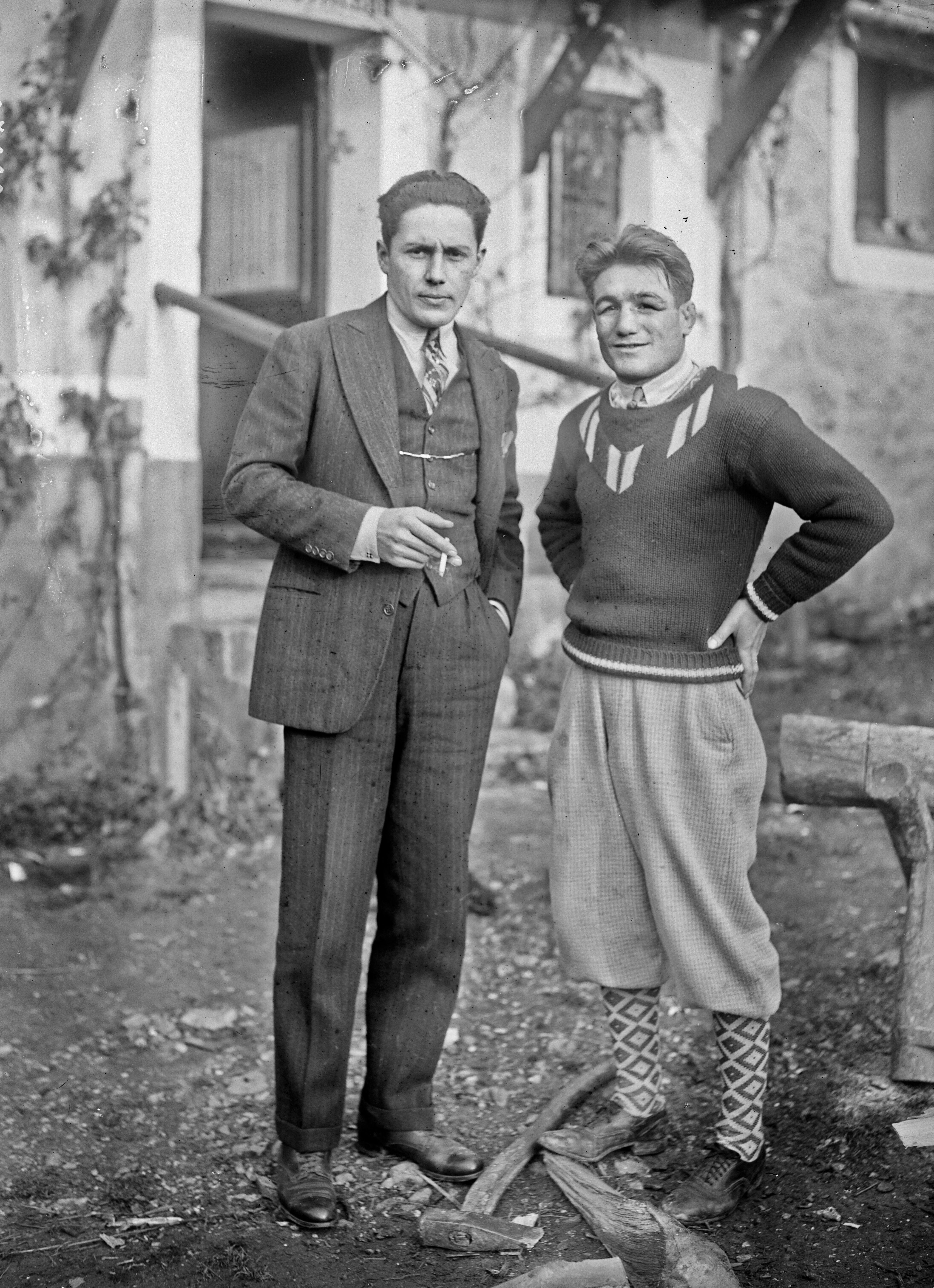
André Routis retrouve Jeff Dickson au camp de Matitot en décembre 1927.

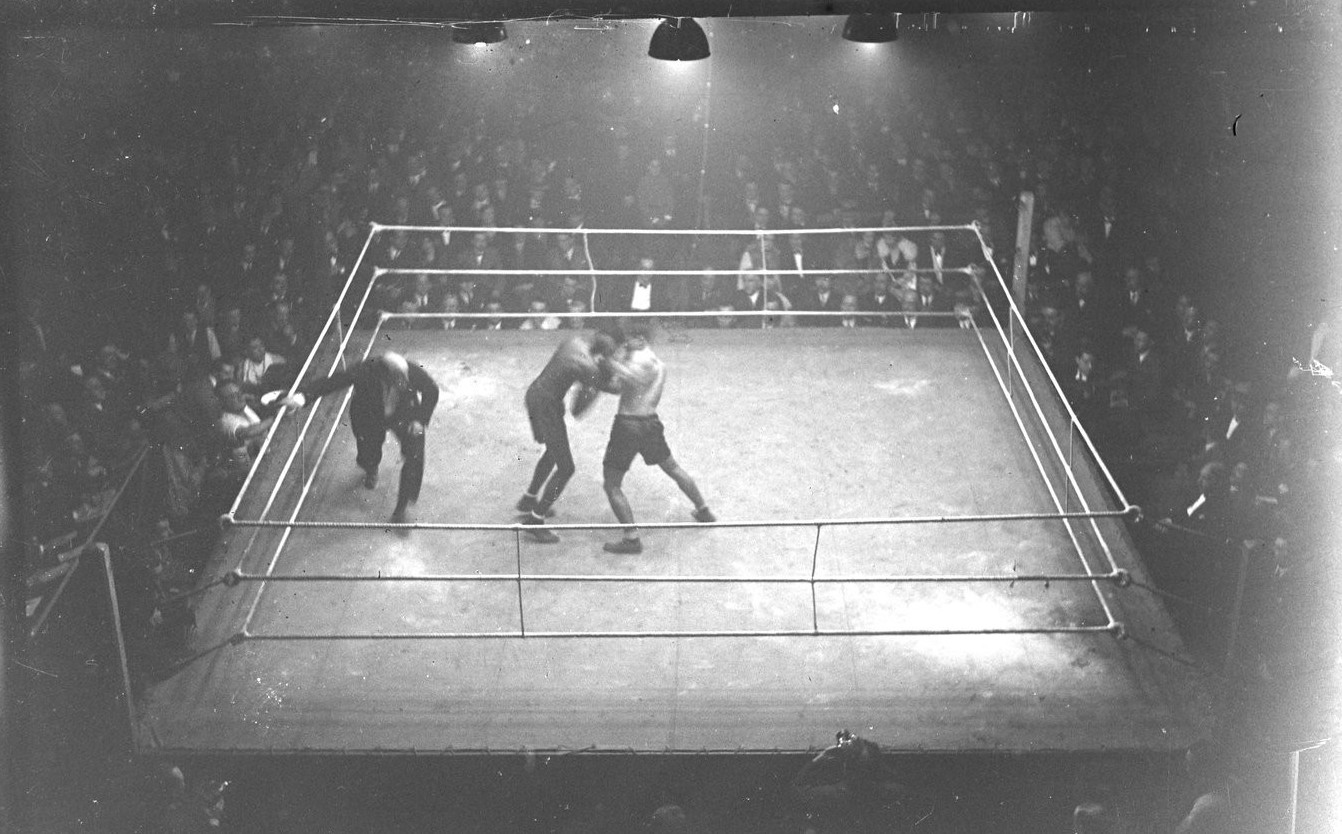
De retour à Paris, André Routis se montre en grande forme en dominant Al Brown.

Après son deuxième échec face à Glick, Routis retourne en France où Jeff Dickson lui organise un combat avec la vedette de la boxe parisienne Panama Al Brown. Le promoteur convie une quarantaine de journalistes sur le camp d'entraînement de Manitot. Routis a bien préparé ce combat et multiplie les parades pour éviter la droite de Brown, tout en boxant dans le style, harcelant le Panaméen à l’estomac pour obtenir la décision aux points,. Après sa victoire, Routis déclare donner une prime de 500 francs à Joseph Youyou qui devient aveugle. Le vaincu déclare : « Routis est un grand champion que je crois très près du championnat du monde... J'ai été quelque peu téméraire, moi poids bantam, de m'attaquer à un poids plume de la classe de Routis ».
Pour son deuxième match en France, il fait match nul avec l'Anglais Cuthbert sans faire grande sensation. Le Français repart pour une nouvelle tournée américaine en mars 1928. Il est l’un des prétendants au titre et se voit opposer les autres potentiels adversaires au champion du monde. Il faut deux affrontements au Bordelais pour prouver sa supériorité face à Sammy Dorfman dans ce qui est considéré comme une demi-finale, le premier se terminant sur une disqualification de l'Américain, le second prouve que le Français est plus fort.

#### Champion du monde
À la veille du championnat du monde, Tony Canzoneri affiche près d'un kilogramme de trop quinze minutes avant la pesée, ce qui l'oblige à des efforts supplémentaires au hammam. Le 28 septembre 1928, au Madison Square Garden de New York, devant près de dix mille spectateurs, le champion démarre très fort et envoie André Routis au tapis d'une droite à la mâchoire dans le premier round,. Dès la fin du compte, le Bordelais retourne à l'assaut dans son style caractéristique, il encaisse les coups sans reculer. Routis manque de traverser les cordes à deux occasions dans la quatrième reprise et subit la puissance du crochet du gauche adverse dans la sixième. Une nouvelle fois au tapis dans le septième round, Routis dès lors prend le dessus sur son adversaire, ses coups au corps marque, et il prouve que son endurance est meilleure,. Les seconds du champion lui mettent de la glace derrière la nuque après le huitième round, il n'a plus de force. Routis domine la fin du combat et importe la décision, deux des trois juges le désignant vainqueur. Il devient champion du monde des poids plumes,. Ce combat sera élu surprise de l'année 1928 par Ring Magazine.
Le ministre de l'Air Laurent Eynac déclare après son sacre : « J'estime que la victoire d'André Routis apporte aux détracteurs de notre énergie nationale un démenti formel. Le combat de notre jeune champion prouve que la volonté et le muscle français sont toujours à la hauteur de leur tâche, malgré les échecs que nous avons parfois subis. Le championnat du monde de Routis sera accueilli avec enthousiasme dans le milieu des pilotes, où son détenteur compte de nombreux amis ». Le directeur de L'Auto Henri Desgrange souligne une « victoire acquise autant par le cerveau que par les muscles » tandis que le pilote automobile Joseph Sadi-Lecointe souligne que « le petit Routis, qui n'était pas parvenu à percer définitivement chez nous, a enfin trouvé en Amérique la consécration de ses magnifiques qualités ».
Ayant appris du malheur d'Eugène Criqui cinq ans auparavant, André Routis repousse la remise en jeu immédiate de son titre mondial souhaitée par les Américains,. À la place, il signe un lucratif contrat pour affronter Dick Finnegan dans le nouveau Boston Garden avant de retrouver la capitale française en décembre, auréolé de sa couronne mondiale. 
Au-delà de sa gloire sportive, ses combats américains lui offre la fortune. Après des vacances méritées et prolongées, André Routis embarque pour les États-Unis en mai 1929. Dès son arrivée sur le sol américain, une revanche face à Tony Canzoneri est organisée à Chicago. Le combat est un succès populaire, une foule de 25 000 personnes se réunit dans le nouveau Chicago Stadium pour une recette de près de 90 000 dollars, des records. Dans un combat sans titre en jeu, le combat n’étant pas organisé au poids de la catégorie, Canzoneri est unanimement désigné vainqueur par les juges, un résultat contesté par l’audience.
André Routis conserve sa ceinture le 27 mai 1929 aux dépens de Buster Brown par arrêt de l'arbitre au 3e round. Les autres combats qu'il accepte le sont cinq cent grammes au dessus de la limite de la catégorie des poids plume, ce qui évite à son titre mondial d'être en jeu. Le champion du monde français aligne les défaites contre Jackie Cohen, contre Jake Zeramby pour son retour à Boston afin de perdre définitivement l'aura du champion en étant mis knockout par Al Singer dès le deuxième round,,. Il s'incline une nouvelle fois en août face à Johnny Datto.
Après cette série de défaites, André Routis est contraint par la National Boxing Association d'annuler son match prévu à Mexico contre Kid Chocolate pour défendre son titre mondial. Le 23 septembre 1929, le champion est opposé au jeune Battling Battalino, âgé de 21 ans et inconnu quelques semaines auparavant avant qu'il s'impose face à Panama Al Brown. Bloqué par l'Américain, qui annihile ses attaques en lui attrapant le bras, Routis est battu à la décision des juges,.

#### Fin de carrière
Après une nouvelle défaite face à Davey Abad dans l'inauguration d'un grand stade à Saint-Louis, André Routis quitte les États-Unis et retourne en France à la fin de l'année 1929. L'ancien champion du monde envisage de prendre sa retraite sportive depuis de nombreux mois. Jeff Dickson souhaite lui organiser un combat contre Kid Chocolate mais Routis est contraint de déclarer forfait pour des problèmes oculaires. Opéré d'un décollement de rétine de l'œil droit à la clinique de Tivoli par le chirurgien bordelais Bonnefon, l’ophtalmologiste déclare que l'ancien champion du monde a failli perdre la vue,,,,. Le Bordelais a disputé son dernier combat officiel en Amérique et met un terme à sa carrière sur un bilan de 56 victoires, 24 défaites et 7 matchs nuls. 
En 1931, l'ancien protégé de Robert Eudeline s'installe dans un café-restaurant qui fait l'angle de la rue Nélaton et du boulevard de Grenelle, en face du Palais des Sports,. Des figures du monde sportif parisien sont présentes à l'inauguration de « Chez Routis » : Jeff Dickson, Robert Desmarets, Frankie Genaro, Émile Pladner, Charles Pélissier ou encore Robert Grassin. Son café, rarement désert, a une clientèle sportive constituée surtout de cyclistes, d'amateurs de boxe et de hockey sur glace,,. 
Commerçant prospère, André Routis conserve ses relations avec le monde de la boxe. L'Auto l'invite à une conférence en 1937 pour discuter de l'incident ayant mis fin au combat entre Marcel Thil et Lou Brouillard. En 1940, il prend la fonction de président du Boxing Paris-Ouest, installé à Colombes. Au début de l'année 1941, Albert Bourdariat lui demande d'intégrer la nouvelle commission technique de la Fédération française de boxe. Routis s'investit également en tant que manager, il s'occupe notamment des intérêts de Rison et Guy Serin. En 1943, il remonte sur le ring face à Charles Ledoux à l’occasion du gala organisé pour l'ancien champion du monde Eugène Criqui. Routis est également présent au gala Cerdan en décembre 1949.
Le 16 juillet 1969, date de son 69e anniversaire, André Routis meurt d'une crise cardiaque dans le 14e arrondissement de Paris,,.

## Palmarès
| 87 combats      | 56 victoires | 24 défaites |
| Avant la limite | 13           | 2           |
| Sur décision    | 43           | 22          |
| Match nul       | 7            | 7           |

| Décision possible : KO • TKO (KO technique) • UD (décision aux points unanime) • MD (décision aux points majoritaire) • SD (décision aux points partagée) • D (match nul) • NC (sans décision) • RTD (abandon) |         |                      |      |         |                   |                                 |                                                                                          |
| Résultat | Record  | Adversaire           | Type | Round   | Date              | Lieu                            | Notes                                                                                    |
| Défaite | 56-24-7 | Davey Abad           | NWS  | 10      | 5 novembre 1929   | Saint-Louis                     | ,                                                                                        |
| Défaite | 56-24-7 | Battling Battalino   | PTS  | 15      | 23 septembre 1929 | Hurley Stadium, East Harford    | Championnat du monde NBA des poids plumes,.                                              |
| Défaite | 56-23-7 | Johnny Datto         | PTS  | 10      | 28 août 1929      | Taylor Bowl, Newburgh Heights   | [ 88 ]                                                                                   |
| Défaite | 56-22-7 | Al Singer            | TKO  | 2 (10)  | 24 juillet 1929   | Ebbets Field, Brooklyn          | [ 85 ]                                                                                   |
| Défaite | 56-21-7 | Jake Zeramby         | PTS  | 10      | 8 juillet 1929    | Boston Garden, Boston           | [ 84 ]                                                                                   |
| Défaite | 56-20-7 | Jackie Cohen         | DSQ  | 6 (10)  | 19 juin 1929      | Forum, Montréal                 | [ 83 ]                                                                                   |
| Victoire | 56-19-7 | Buster Brown         | KO   | 3 (15)  | 27 mai 1929       | Carlin's Park, Baltimore        | Championnat du monde NBA des poids plumes.                                               |
| Défaite | 55-19-7 | Tony Canzoneri       | UD   | 10      | 10 mai 1929       | Chicago Stadium, Chicago        | [ 82 ]                                                                                   |
| Défaite | 55-18-7 | Dick Finnegan        | UD   | 10      | 17 novembre 1928  | Boston Garden, Boston           | ,                                                                                        |
| Victoire | 55-17-7 | Tony Canzoneri       | SD   | 15      | 28 septembre 1928 | Madison Square Garden, New York | Championnat du monde NBA des poids plumes. Championnat du monde NYSAC des poids plumes,. |
| Victoire | 54-17-7 | Vic Burrone          | PTS  | 10      | 25 juillet 1928   | New York                        | [ 113 ]                                                                                  |
| Victoire | 53-17-7 | Carl Duane           | PTS  | 10      | 3 juillet 1928    | New York                        | [ 114 ]                                                                                  |
| Victoire | 52-17-7 | Sammy Dorfman        | PTS  | 10      | 4 mai 1928        | Madison Square Garden, New York | [ 76 ]                                                                                   |
| Victoire | 51-17-7 | Ignacio Fernandez    | PTS  | 12      | 26 avril 1928     | Cleveland                       | [ 115 ]                                                                                  |
| Victoire | 50-17-7 | Sammy Dorfman        | DSQ  | 5 (10)  | 23 mars 1928      | Madison Square Garden, New York | [ 75 ]                                                                                   |
| Match nul | 49-17-7 | Johnny Cuthbert (en) | D    | 12      | 14 janvier 1928   | Vélodrome d'Hiver               | [ 116 ]                                                                                  |
| Victoire | 49-17-6 | Panama Al Brown      | PTS  | 10      | 10 décembre 1927  | Vélodrome d'Hiver               | ,                                                                                        |
| Défaite | 48-17-6 | Joe Glick            | PTS  | 10      | 17 août 1927      | New York                        | [ 69 ]                                                                                   |
| Victoire | 48-16-6 | Joe Malone           | PTS  | 10      | 2 août 1927       | New York                        | [ 117 ]                                                                                  |
| Match nul | 47-16-6 | Emory Cabana         | D    | 10      | 27 juin 1927      | Shibe Park (en), Philadelphie   |                                                                                          |
| Défaite | 47-16-5 | Joe Glick            | PTS  | 10      | 7 juin 1927       | New York                        | [ 68 ]                                                                                   |
| Victoire | 47-15-5 | Tommy Crowley        | PTS  | 10      | 9 mai 1927        | Philadelphie                    |                                                                                          |
| Victoire | 46-15-5 | Carl Tremaine        | PTS  | 10      | 25 avril 1927     | New York                        | [ 118 ]                                                                                  |
| Défaite | 45-15-5 | Joseph Salas         | DSQ  | 2 (10)  | 1er avril 1927    | Madison Square Garden, New York | [ 119 ]                                                                                  |
| Défaite | 45-14-5 | Henri Lenard         | PTS  | 10      | 13 mars 1927      | Chicago                         |                                                                                          |
| Victoire | 45-13-5 | Petey Mack           | PTS  | 10      | 24 janvier 1927   | New York                        | [ 66 ]                                                                                   |
| Victoire | 44-13-5 | Eddie Anderson       | PTS  | 10      | 27 décembre 1926  | New York                        | [ 65 ]                                                                                   |
| Victoire | 43-13-5 | Frankie Fink         | PTS  | 10      | 18 décembre 1926  | New York                        |                                                                                          |
| Défaite | 42-13-5 | Tony Canzoneri       | PTS  | 12      | 22 novembre 1926  | New York                        | [ 62 ]                                                                                   |
| Victoire | 42-12-5 | Johnny Leonard       | PTS  | 10      | 25 octobre 1926   | New York                        | [ 61 ]                                                                                   |
| Victoire | 41-12-5 | Eddie Anderson       | DSQ  | 4 (10)  | 27 septembre 1926 | New York                        | [ 120 ]                                                                                  |
| Victoire | 40-12-5 | Eddie Anderson       | PTS  | 10      | 20 août 1926      | New York                        | [ 59 ]                                                                                   |
| Défaite | 39-12-5 | Kid Berg             | DSQ  | 3 (15)  | 21 juin 1926      | Royal Albert Hall, Londres      | ,                                                                                        |
| Victoire | 39-11-5 | Paul Gay             | PTS  | 12      | 18 mai 1926       | Vélodrome d'hiver, Paris        | [ 54 ]                                                                                   |
| Défaite | 38-11-5 | Kid Berg             | PTS  | 15      | 18 mars 1926      | Royal Albert Hall, Londres      | ,                                                                                        |
| Victoire | 38-10-5 | Gaston Cassini       | PTS  | 12      | 2 mars 1926       | Cirque de Paris, Paris          | ,                                                                                        |
| Défaite | 37-10-5 | Harry Corbett        | PTS  | 15      | 19 novembre 1925  | Royal Albert Hall, Londres      |                                                                                          |
| Défaite | 37-9-5  | Kid Francis          | PTS  | 15      | 27 octobre 1925   | Cirque de Paris, Paris          | [ 49 ]                                                                                   |
| Victoire | 37-8-5  | Pierre Calloir       | KO   | 4 (10)  | 12 septembre 1925 | Casablanca                      |                                                                                          |
| Victoire | 36-8-5  | Battling van Dijk    | TKO  | 14 (15) | 25 juin 1925      | Royal Albert Hall, Londres      |                                                                                          |
| Défaite | 35-8-5  | Johnny Brown         | DSQ  | 5 (15)  | 30 avril 1925     | Royal Albert Hall, Londres      | [ 48 ]                                                                                   |
| Victoire | 35-7-5  | Antoine Ascensio     | RTD  | 6 (10)  | 19 avril 1925     | Oran                            | Championnat de France des poids coqs.                                                    |
| Match nul | 34-7-5  | Édouard Mascart      | D    | 15      | 7 octobre 1924    | Cirque de Paris, Paris          | [ 42 ]                                                                                   |
| Victoire | 34-7-4  | Henry Hébrans        | PTS  | 15      | 13 août 1924      | Deauville                       | ,                                                                                        |
| Victoire | 33-7-4  | Édouard Mascart      | DSQ  | 4 (10)  | 29 avril 1924     | Vélodrome d'Hiver, Paris        | [ 38 ]                                                                                   |
| Victoire | 32-7-4  | Harry Lake           | PTS  | 15      | 29 février 1924   | Plymouth                        | [ 121 ]                                                                                  |
| Victoire | 31-7-4  | Charles Ledoux       | PTS  | 20      | 22 janvier 1924   | Cirque de Paris, Paris          | Championnat de France des poids coqs.                                                    |
| Victoire | 30-7-4  | Pierre Calloir       | PTS  | 12      | 21 novembre 1923  | Palais d'Hiver, Lyon            | [ 33 ]                                                                                   |
| Victoire | 29-7-4  | Pierre Calloir       | DSQ  | 5 (15)  | 25 septembre 1923 | Cirque de Paris, Paris          | [ 32 ]                                                                                   |
| Défaite | 28-7-4  | Pierre Denain        | SD   | 10      | 2 septembre 1923  | Marseille                       |                                                                                          |
| Match nul | 28-6-4  | Pierre Calloir       | D    | 15      | 23 juin 1923      | Cirque de Paris, Paris          | [ 31 ]                                                                                   |
| Défaite | 28-6-3  | Charles Ledoux       | PTS  | 15      | 6 mai 1923        | Stade Buffalo, Montrouge        | Championnat d'Europe EBU des poids coqs. Championnat de France des poids coqs.           |
| Victoire | 28-5-3  | Eugène Julien        | PTS  | 12      | 24 mars 1923      | Vélodrome d'Hiver, Paris        | [ 29 ]                                                                                   |
| Victoire | 27-5-3  | Émile Juliard        | DSQ  | 3 (12)  | 3 février 1923    | Casablanca                      | [ 27 ]                                                                                   |
| Victoire | 26-5-3  | André Dépont         | KO   | 3 (12)  | 2 décembre 1922   | Vélodrome d'Hiver, Paris        | [ 122 ]                                                                                  |
| Victoire | 25-5-3  | Johnny Chrislett     | KO   | 9 (20)  | 13 novembre 1922  | The Ring, Londres               | [ 26 ]                                                                                   |
| Victoire | 24-5-3  | Charles Piet         | PTS  | 6       | 4 novembre 1922   | Vélodrome d'Hiver, Paris        | [ 25 ]                                                                                   |
| Défaite | 23-5-3  | Michel Montreuil     | KO   | 2 (10)  | 7 octobre 1922    | Vélodrome d'Hiver, Paris        | [ 23 ]                                                                                   |
| Victoire | 23-4-3  | Édouard Prie         | PTS  | 4       | 7 septembre 1922  | Paris                           |                                                                                          |
| Défaite | 22-4-3  | Charles Ledoux       | PTS  | 15      | 18 juin 1922      | Casablanca                      | Championnat d'Europe EBU des poids coqs. Championnat de France des poids coqs,.          |
| Victoire | 22-3-3  | Julien Couleaud      | TKO  | 4 (10)  | 5 mai 1922        | Casablanca                      |                                                                                          |
| Victoire | 21-3-3  | Robert Dastillon     | DSQ  | 5 (10)  | 21 avril 1922     | Casablanca                      |                                                                                          |
| Victoire | 20-3-3  | Young Blaise         | DSQ  | 8 (10)  | 2 avril 1922      | Casablanca                      |                                                                                          |
| Défaite | 19-3-3  | Julien Couleaud      | DSQ  | 8 (10)  | 7 février 1922    | Casablanca                      |                                                                                          |
| Victoire | 19-2-3  | Robert Dastillon     | KO   | 3 (10)  | 2 janvier 1922    | Casablanca                      |                                                                                          |
| Victoire | 18-2-3  | Young Blaise         | DSQ  | 3 (10)  | 2 décembre 1921   | Casablanca                      |                                                                                          |
| Victoire | 17-2-3  | Edoardo Piacentini   | PTS  | 10      | 7 août 1921       | Casablanca                      |                                                                                          |
| Victoire | 16-2-3  | André Reby           | KO   | 3 (10)  | 2 juillet 1921    | Bordeaux                        | [ 123 ]                                                                                  |
| Victoire | 15-2-3  | Harry Lake           | PTS  | 10      | 17 juin 1921      | Cirque de Paris, Paris          | [ 13 ]                                                                                   |
| Victoire | 14-2-3  | Eugène Husson        | DSQ  | 6 (10)  | 3 juin 1921       | Casablanca                      |                                                                                          |
| Victoire | 13-2-3  | Yvon Glaise          | KO   | 7 (15)  | 4 mai 1921        | Casablanca                      | [ 124 ]                                                                                  |
| Victoire | 12-2-3  | Maurice Perez        | KO   | 3 (?)   | 8 mars 1921       | Casablanca                      |                                                                                          |
| Victoire | 11-2-3  | Ali Ben Saïd         | DSQ  | 3 (10)  | 13 février 1921   | Casablanca                      |                                                                                          |
| Victoire | 10-2-3  | Robert Corbiaux      | PTS  | 10      | 18 décembre 1920  | Bordeaux                        | [ 125 ]                                                                                  |
| Victoire | 9-2-3   | Georges Barklett     | PTS  | 12      | 27 novembre 1920  | Alhambra, Bordeaux              |                                                                                          |
| Victoire | 8-2-3   | Georges Gloria       | KO   | 3 (4)   | 4 juillet 1920    | Bordeaux                        | ,                                                                                        |
| Victoire | 7-2-3   | Paul Marignan        | PTS  | 4       | 10 avril 1920     | Bordeaux                        |                                                                                          |
| Victoire | 6-2-3   | Denis Luciani        | DSQ  | 7 (10)  | 2 mars 1920       | Bordeaux                        |                                                                                          |
| Match nul | 5-2-3   | Albert Bouzonnie     | D    | 10      | 2 février 1920    | Alhambra, Bordeaux              | ,                                                                                        |
| Match nul | 5-2-2   | Émile Juliard        | D    | 12      | 22 décembre 1919  | Bordeaux                        |                                                                                          |
| Victoire | 5-2-1   | André Dorlet         | PTS  | 6       | 13 août 1919      | Bordeaux                        |                                                                                          |
| Victoire | 4-2-1   | Lebois               | PTS  | 8       | 10 août 1919      | Vélodrome du Parc, Bordeaux     | [ 126 ]                                                                                  |
| Défaite | 3-2-1   | Émile Juliard        | PTS  | 10      | 17 avril 1919     | National Sporting Club, Paris   | [ 8 ]                                                                                    |
| Match nul | 3-1-1   | Robert Diamant       | D    | 8       | 7 avril 1919      | Bordeaux                        | [ 127 ]                                                                                  |
| Victoire | 3-1     | Georges Gloria       | DSQ  | 6 (6)   | 6 avril 1919      | Bordeaux                        |                                                                                          |
| Victoire | 2-1     | Espinault            | PTS  |         | 22 février 1919   | Bordeaux                        |                                                                                          |
| Victoire | 1-1     | Yves Cram            | PTS  | 4       | 2 février 1919    | Bordeaux                        | [ 128 ]                                                                                  |
| Défaite | 0-1     | Harry Roose          | PTS  | 4       | 29 septembre 1918 | Bordeaux                        | [ 5 ]                                                                                    |

## Personnalité et style

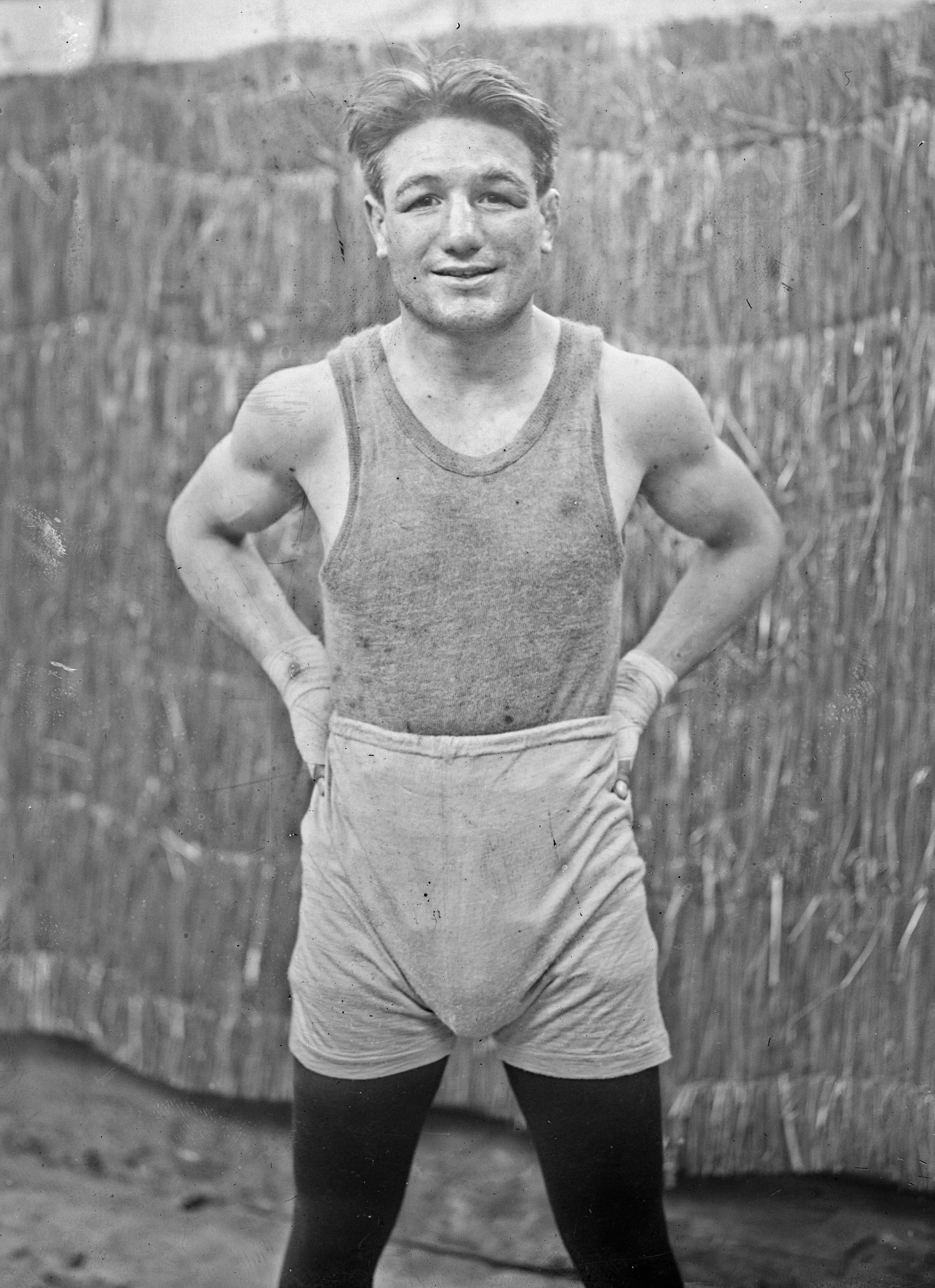
André Routis à l'entraînement en 1927.

Au début de sa carrière, André Routis a un style classique, dit d'escrimeur. Sa rencontre avec Louis de Ponthieu à Casablanca modifie totalement sa manière de boxer. Il adopte le style enseigné par l'ancien champion d'Europe au Maroc, la méthode dite « américaine ». Dès lors, le style de Routis est de rentrer dans l'adversaire, l'empêcher de se tenir à distance et de frapper à l'estomac. Ce travail de sape, de démolition, n'est pas aussi spectaculaire que celui des boxeurs comme Georges Carpentier ou Eugène Criqui ; ses victoires sont le plus souvent obtenues à l'usure. Ce style lui vaut d'être boudé par les plateaux de boxe français qui jugent sa boxe très efficace mais inélégante. Exilé aux États-Unis, son style convient au public américain, habitué à cette boxe faite de garde fermée et de crochets courts,.
Faciès intelligent, peu atteint par les coups de la boxe, yeux rieurs et arcades prédominantes qui lui donne un air constamment rieur, le Bordelais est timide et manque d'assurance,. Dans Le Petit Parisien, Louis Léon-Martin juge qu'il a les caractéristiques du boxeur professionnel : « le front en coupe-vent, l’arcade sourcillière en éperon, le nez en pied de marmite, les pommettes et le menton en saillie. Seules les oreilles ne sont pas en chou-fleur ». Routis possède une « éloquence toute méridionale ».

## Routis dans la culture populaire
Dans son roman policier publié en 1957 Les Eaux troubles de Javel, dixième des Nouveaux Mystères de Paris ayant pour héros Nestor Burma, Léo Malet évoque André Routis dans ces termes : « Routis, l'ancien champion de boxe, tient un bistrot des plus avenants, à l'angle de la rue Nélaton et du boulevard de Grenelle, juste à côte du Vél' d'Hiv' et devant la station aérienne du métro. J'éprouvais le besoin de boire un verre et de réfléchir. L'établissement de Routis semblait devoir se prêter admirablement à ce genre de sport. […] À sa caisse, Routis, sympathique et débonnaire, le nez chaussé de lunettes, lisait L'Équipe, à peu près indifférent à ce qui se passait autour de lui. »